# Steve McQueen
Terence Stephen McQueen (Beech Grove, 24 marzo 1930 – Ciudad Juárez, 7 novembre 1980) è stato un attore statunitense.
Allievo dell'Actors Studio di New York, è stato uno dei più celebri attori tra gli anni '60 e gli anni '70. Fu famoso per il suo atteggiamento spericolato e da antieroe, uno dei precursori del cinema d'azione moderno (insieme a Clint Eastwood) e, nonostante il suo carattere competitivo e ribelle e l'ossessione per il controllo sulla propria immagine lo rendessero un attore piuttosto problematico per registi e produttori, riuscì sempre a ottenere ruoli di grande rilievo e ingenti compensi.
Soprannominato "King of cool", rappresenta un punto di riferimento nel mondo della moda maschile, per i capi e gli accessori indossati sul set e in vita, poi diventati iconici.

## Biografia

### Le origini
Figlio di un pilota di biplano prestato al circo, William McQueen, che abbandonò la moglie, Julia Ann Crawford, il piccolo Steve fu mandato a vivere a Slater, nel Missouri, presso uno zio. All'età di 12 anni tornò a vivere con la madre, che nel frattempo si era trasferita a Los Angeles, in California. A 14 anni era già membro di una gang di strada e la madre si vide costretta a mandare il ragazzo presso una scuola di correzione californiana, la California Junior Boys Republic presso Chino Hills.
Abbandonato l'istituto, McQueen entrò nel corpo dei Marines dove prestò servizio dal 1947 al 1950. Nel 1952, grazie a un prestito fornito agli ex soldati, incominciò a frequentare i corsi di recitazione presso l'Actors Studio di Lee Strasberg a New York. Dei 2000 candidati presentatisi alle selezioni, solo lui e Martin Landau riuscirono a entrare nella scuola. Nel 1955 esordì a Broadway.

### Carriera

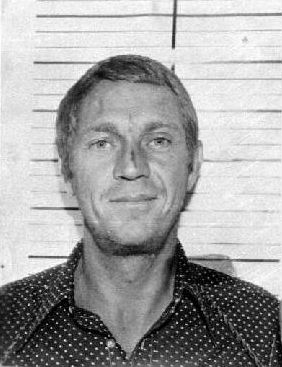
Steve McQueen in una foto segnaletica scattata in Alaska nel 1972, quando fu brevemente fermato per guida in stato di ebbrezza

McQueen esordì nel mondo del cinema con un piccolo ruolo nel film Lassù qualcuno mi ama (1956) di Robert Wise, ma il suo primo film da protagonista fu Fluido mortale (1958) di Irvin Yeaworth. La sua prima grande interpretazione può essere considerata quella del cowboy Vin nel western I magnifici sette (1960) di John Sturges, regista che lo aveva precedentemente diretto in un altro suo film, Sacro e profano (1959), in un ruolo minore. L'anno successivo fu la volta del film bellico L'inferno è per gli eroi (1961) di Don Siegel, in cui ritrovò James Coburn, con il quale aveva già lavorato in I magnifici sette, e in cui interpretò il difficile ruolo di John Reese, un ex sergente che viene degradato per insubordinazione e per ubriachezza.
La definitiva consacrazione per McQueen giunse grazie al kolossal La grande fuga (1963), sempre diretto da John Sturges, in cui interpretò il ruolo dell'audace e spericolato capitano Virgil Hilts, uno dei personaggi che lo resero maggiormente celebre nel mondo del cinema. Nel 1965 il regista Norman Jewison lo scritturò per Cincinnati Kid (1965), dove McQueen interpretò il ruolo del giocatore di poker Eric Stoner, in un'intensa e carismatica interpretazione. Nel 1966, diretto da Robert Wise nel film Quelli della San Pablo, McQueen ottenne la sua prima e unica candidatura all'Oscar come miglior attore protagonista, senza riuscire a vincerlo. Norman Jewison tornerà a dirigere McQueen nell'elegante Il caso Thomas Crown (1968), affiancandolo a Faye Dunaway. Nello stesso anno l'attore venne diretto da Peter Yates nel poliziesco Bullitt (1968).
Nella prima metà degli anni settanta, McQueen consolidò la propria fama quando Sam Peckinpah gli propose un ruolo da protagonista nel western moderno L'ultimo buscadero (1972), in cui l'attore riuscì in modo sorprendente a farsi apprezzare dal regista, tanto da proseguire la collaborazione con lui in un altro ruolo da protagonista, questa volta nel poliziesco Getaway! (1972). L'anno successivo fu la volta di Papillon (1973), pellicola avventurosa di ambiente carcerario, diretta dal regista Franklin J. Schaffner. Il personaggio di Henri Charrière, un galeotto realmente esistito, nonché autore dell'omonimo romanzo da cui è tratto il film, viene considerata da molti l'interpretazione fisicamente ed esteticamente migliore e più impegnativa di McQueen.
L'anno dopo, John Guillermin lo diresse in un ambizioso progetto di genere catastrofico, il kolossal L'inferno di cristallo (1974), accanto a Paul Newman e a William Holden. Nella seconda metà degli anni settanta, la carriera dell'attore entrò in una fase di declino. Nel 1980 interpretò Tom Horn nell'omonimo film diretto da William Wiard. La sua ultima apparizione sul grande schermo, prima della sua prematura scomparsa, fu nel film Il cacciatore di taglie (1980), un poliziesco con sfumature comiche, diretto da Buzz Kulik.

### La malattia e la morte
Nel 1978 sviluppò una forte tosse e una crescente carenza di fiato, che provò a trattare con antibiotici e smettendo di fumare. La situazione non migliorò e ulteriori accertamenti, eseguiti nel 1979, rivelarono la presenza di un mesotelioma pleurico, un tumore associato all'esposizione all'amianto, materiale spesso impiegato all'epoca negli ambienti frequentati da McQueen durante la sua vita (navi, studi cinematografici, sport motoristici). La diagnosi gli lasciava una ridotta aspettativa di vita, ma l'attore, contro il parere dei suoi medici, si recò in Messico per sottoporsi a un "trattamento alternativo" (privo di validità scientifica) ideato dall'ortodonzista William Donald Kelley, il quale si disse sicuro di poterlo curare efficacemente. Così non fu; al contrario, lungo il 1980, iniziò a sviluppare metastasi in varie parti del corpo. McQueen allora volle sottoporsi a un intervento chirurgico di asportazione delle masse tumorali, nuovamente contro il parere dei medici: si fece quindi ricoverare sotto il falso nome di Samuel Sheppard in una clinica di Ciudad Juarez. Qui morì, 12 ore dopo l'intervento, alle 15:45 del 7 novembre 1980, in seguito a due consecutivi attacchi cardiaci, accanto all'ultima moglie e all'istruttore di volo e amico Sammy Mason. 
Fu cremato e le ceneri furono disperse nell'Oceano Pacifico.

## Vita privata
Il 2 novembre 1956 sposò l'attrice Neile Adams, dalla quale ebbe due figli: Terry (1959-1998, che morirà a soli 38 anni per emocromatosi) e Chad (1960-2024, morto per una disfunzione multiorgano). Nel 1972 McQueen e Adams divorziarono.
Il 31 agosto 1973 McQueen sposò l'attrice Ali MacGraw, che recitò con lui nel film Getaway! La loro relazione, cominciata dopo che lei aveva abbandonato il marito, il produttore Robert Evans, per sposare McQueen, fu piuttosto tumultuosa e terminò con il divorzio nel 1978.
Il 16 gennaio 1980, dieci mesi prima di morire, McQueen sposò la modella Barbara Minty.
Negli anni sessanta ebbe una relazione con l'attrice Lauren Hutton e agli inizi degli anni settanta con l'attrice Barbara Leigh.
L'8 agosto 1969 avrebbe dovuto trovarsi nella villa al 10050 Cielo Drive, invitato dall'amico Jay Sebring, a trovare la comune amica Sharon Tate, la notte in cui furono uccisi dalla Famiglia Manson. Tuttavia, fortunatamente, per un impegno dell'ultimo minuto, McQueen non si presentò all'appuntamento. L'attore fu talmente scosso dall'accaduto che, da quel momento, portò sempre con sé una pistola.

## Motori
McQueen è ricordato, oltre che per il talento recitativo, anche per la sua passione per le corse, motociclistiche e automobilistiche. Quando ne aveva la possibilità, amava fare a meno di controfigure e appariva egli stesso nelle scene che solitamente venivano affidate agli stuntman.
Le più famose scene motoristiche vennero girate per il film Bullitt e nella sequenza della cattura finale di Hilts ne La grande fuga, quando McQueen cerca di raggiungere la Svizzera a bordo di una motocicletta Triumph TR6 Trophy mascherata come se fosse una BMW bellica. Soltanto la scena dell'ultimo salto sul filo spinato fu eseguita dallo stuntman Bud Ekins. McQueen aveva voluto provare la scena una prima volta, ma cadde scompostamente e la produzione, per non rischiare un infortunio, impose alla star di punta di non riprovarci. In tutte le altre scene di inseguimento non vi fu mai il bisogno effettivo di uno stuntman.

### Partecipazione a competizioni sportive
Durante la sua carriera cinematografica McQueen si cimentò in parecchie gare e considerò più volte l'ipotesi di abbandonare il cinema per dedicarsi completamente alle corse.
Nel 1970 partecipò alle 12 ore di Sebring insieme a Peter Revson con una Porsche 908 (guidandola con un piede fasciato a causa di un precedente incidente motociclistico), arrivando primo nella sua categoria e secondo assoluto a soli 23" dai vincitori Ignazio Giunti, Nino Vaccarella e Mario Andretti su Ferrari 512 S.
Nel 1971 un'altra Porsche, la 917K, fu usata come camera car per girare il film Le 24 Ore di Le Mans. Il film fu un flop al botteghino e costituì un grosso fiasco nella carriera di McQueen, ma a distanza di anni viene ricordato come una realistica testimonianza su uno dei più famosi periodi della storia motoristica e come uno tra i migliori film di corse automobilistiche mai girato. McQueen comunque non partecipò alla 24 Ore del 1970 poiché la produzione del film negò il supporto all'attore nel caso in cui egli avesse gareggiato.
L'attore partecipò anche a parecchie gare motociclistiche durante gli anni sessanta e i settanta, a bordo perlopiù di una Triumph Bonneville e di una Triumph 500cc acquistata da Bud Ekins. Tra le altre competizioni prese parte anche alla Baja 1000, alla Mint 400, al Gran Prix di Elsinore e nel 1964 venne scelto per rappresentare gli USA alla Sei Giorni Internazionale di Enduro.
Alla sua morte, la sua collezione di moto comprendeva oltre 100 modelli per un valore di vari milioni di dollari.
Steve McQueen aveva posseduto alcune tra le più famose auto sportive dell'epoca come ad esempio:
- Austin Mini Cooper S
- Ferrari 250 GT Lusso Berlinetta (battuta all'asta da Christie's California nell'agosto 2007, per 2,3 milioni di dollari)[3]
- Ferrari 275 GTB/4
- Ferrari 512 S
- Hudson Wasp
- Jaguar XKSS
- Mercedes 300 SEL 6.3 (W109) (VIN 109.018-12-006395)
- Porsche 908
- Porsche 917
- Porsche 356 Speedster
- Porsche 911 S
- Porsche 911 Turbo (930)

Con suo grande dispiacere invece McQueen non riuscì mai a venire in possesso della Ford Mustang GT utilizzata nel film Bullitt. Secondo il regista del film, infatti, nessuna delle due auto (ancora oggi esistenti), utilizzate per le riprese, è mai stata posseduta dall'attore. Negli anni novanta, all'uscita in commercio della Ford Puma, un suggestivo fotomontaggio fece sì che McQueen la guidasse nello spot pubblicitario: nella sequenza si vede l'attore guidare la Puma per le strade californiane, e poi deporla in una autorimessa insieme con una replica della moto utilizzata ne La grande fuga e alla Ford Mustang GT del 1968. Un attimo dopo tutto sparisce e resta solo la Puma.

## Filmografia

### Cinema
- Girl on the Run, regia di Arthur J. Beckhard e Joseph Lee (1953) - Non accreditato (comparsa)
- Lassù qualcuno mi ama (Somebody Up There Likes Me), regia di Robert Wise (1956) - Non accreditato
- Autopsia di un gangster (Never Love a Stranger), regia di Robert Stevens (1958)
- Fluido mortale (The Blob), regia di Irvin S. Yeaworth Jr. (1958)
- Gli occhi del testimone (The Great St. Louis Bank Robbery), regia di Charles Guggenheim e John Stix (1959)
- Sacro e profano (Never So Few), regia di John Sturges (1959)
- I magnifici sette (The Magnificent Seven), regia di John Sturges (1960)
- Per favore non toccate le palline (The Honeymoon Machine), regia di Richard Thorpe (1961)
- L'inferno è per gli eroi (Hell Is for Heroes), regia di Don Siegel (1962)
- Amante di guerra (The War Lover), regia di Philip Leacock (1962)
- La grande fuga (The Great Escape), regia di John Sturges (1963)
- Soldato sotto la pioggia (Soldier in the Rain), regia di Ralph Nelson (1963)
- Strano incontro (Love with the Proper Stranger), regia di Robert Mulligan (1963)
- L'ultimo tentativo (Baby the Rain Must Fall), regia di Robert Mulligan (1965)
- Cincinnati Kid (The Cincinnati Kid), regia di Norman Jewison (1965)
- Nevada Smith, regia di Henry Hathaway (1966)
- Quelli della San Pablo (The Sand Pebbles), regia di Robert Wise (1966)
- Il caso Thomas Crown (The Thomas Crown Affair), regia di Norman Jewison (1968)
- Bullitt, regia di Peter Yates (1968)
- Boon il saccheggiatore (The Reivers), regia di Mark Rydell (1969)
- Il rally dei campioni (On Any Sunday), regia di Bruce Brown (1971)
- Le 24 Ore di Le Mans (Le Mans), regia di Lee H. Katzin (1971)
- L'ultimo buscadero (Junior Bonner), regia di Sam Peckinpah (1972)
- Getaway! (The Getaway), regia di Sam Peckinpah (1972)
- Papillon, regia di Franklin J. Schaffner (1973)
- L'inferno di cristallo (The Towering Inferno), regia di John Guillermin (1974)
- Dixie Dinamite & Patsy Tritolo (Dixie Dinamite), regia di Lee Frost (1976) - Non accreditato
- Un nemico del popolo (An Enemy of the People), regia di George Schaefer (1978)
- Tom Horn, regia di William Wiard (1980)
- Il cacciatore di taglie (The Hunter), regia di Buzz Kulik (1980)

### Televisione
- Goodyear Television Playhouse – serie TV, episodio 4x13 (1955)
- The United States Steel Hour – serie TV, episodio 3x14 (1956)
- Studio One – serie TV, episodi 9x20-9x21 (1957)
- West Point – serie TV, episodio 1x23 (1957)
- The 20th Century-Fox Hour – serie TV, episodio 2x16 (1957)
- The Big Story – serie TV, episodio 8x30 (1957)
- Climax! – serie TV, episodio 4x17 (1958)
- Tales of Wells Fargo – serie TV, episodio 2x23 (1958)
- Trackdown – serie TV, episodi 1x21-1x31 (1958)
- Alfred Hitchcock presenta (Alfred Hitchcock Presents) – serie TV, episodi 4x32-5x15 (1959-1960)
- Ricercato vivo o morto (Wanted: Dead or Alive) – serie TV, 94 episodi (1958-1961)

## Nella cultura di massa
- Steve McQueen è il titolo di un album pubblicato negli anni '80 dal gruppo inglese Prefab Sprout.
- Steve McQueen è il titolo di un brano della cantautrice statunitense Sheryl Crow, secondo singolo estratto dall'album C'mon C'mon pubblicato nel 2002, che valse alla cantante un Grammy Award alla miglior interpretazione vocale rock femminile.
- Steve McQueen è il titolo di una canzone del gruppo elettronico francese M83, inserita nell'album Hurry Up, We're Dreaming, uscito nel 2011.
- L'orologio Rolex Mod. Explorer II, ref. 1655, è usualmente denominato Steve McQueen, però non esistono documenti che provino che l'attore ne abbia mai indossato uno, a differenza del modello Rolex Submariner ref. 5512 che appare al polso destro dell'attore sia durante le riprese de Il cacciatore di taglie, sia in molte foto che lo ritraggono nella vita privata.
- Il brano Vita spericolata, del cantautore italiano Vasco Rossi, cita Steve McQueen come modello della vita "esagerata", "spericolata", "come quelle dei film" che il cantautore invoca per sé. Lo stesso Vasco Rossi cita Steve McQueen anche all'interno del brano Un gran bel film.

## Film biografico
Nel marzo 2015 viene annunciata la realizzazione di un film biografico, grazie a un accordo tra la Lake Forerst Entertainment e la The Exchange. Il titolo provvisorio sembra essere, semplicemente, McQueen, e sarà in parte basato su una biografia del 2010 scritta da Marshall Terrill e intitolata “Steve McQueen: The Life and Legend of a Hollywood Icon”.

## Riconoscimenti
- Premio Oscar
  - 1967 – Candidatura al miglior attore per Quelli della San Pablo

## Doppiatori italiani
- Cesare Barbetti in Lassù qualcuno mi ama, Sacro e profano, Per favore non toccate le palline, Soldato sotto la pioggia, Strano incontro, Cincinnati Kid, Nevada Smith, Quelli della San Pablo, Boon il saccheggiatore, Le 24 Ore di Le Mans, Getaway!, Papillon, Un nemico del popolo
- Pino Locchi in Fluido mortale, I magnifici sette, L'inferno è per gli eroi, L'ultimo tentativo
- Giuseppe Rinaldi ne La grande fuga, Il cacciatore di taglie
- Rino Bolognesi in Ricercato vivo o morto
- Gianfranco Bellini ne Gli occhi del testimone
- Nando Gazzolo in Amante di guerra
- Gigi Pirarba ne Il caso Thomas Crown
- Michele Kalamera in Bullitt
- Pino Colizzi in L'ultimo buscadero
- Sergio Rossi in L'inferno di cristallo
- Renzo Stacchi in Tom Horn
- Gino La Monica in L'inferno di cristallo (ridoppiaggio)